# تپه خرابه نچار
تپه خرابه نچار مربوط به دوره اشکانیان - دوره ساسانیان است و در شهرستان خدابنده، بخش سجاسرود، روستای شیخ موسی واقع شده و این اثر در تاریخ ۱۷ اسفند ۱۳۸۱ با شمارهٔ ثبت ۷۷۳۰ به‌عنوان یکی از آثار ملی ایران به ثبت رسیده است.